# Terminal Rodoviário de Santo André
O Terminal Rodoviário de Santo André (TERSA) é um terminal de ônibus municipais, intermunicipais e interestaduais localizado na cidade de Santo André, no estado de São Paulo. É considerado o principal terminal rodoviário da Região do Grande ABC.

## O Terminal
O TERSA - Terminal Rodoviário Santo André, foi construído em entre 1998 e 2000, sido inaugurado completamente em fevereiro de 2000, na terceira gestão do prefeito Celso Daniel à frente do executivo Andreense. Está entre a Avenida Prestes Maia, a Avenida dos Estados e a Estação Prefeito Saladino, da Linha 10-Turquesa da CPTM, que liga o ABC Paulista e a capital. O equipamento conta com banheiros, lojas, lanchonetes, bancas de jornal e acesso 24 horas à internet e por lá, passam cerca de 150 mil pessoas por mês, com embarque ou desembarque de vários destinos diferentes. Ao todo, conta com 39 empresas que operam mais de 700 linhas.

## Linhas do serviço de ônibus urbano municipal e intermunicipal
O TERSA também recebe linhas municipais fiscalizadas pela SATrans, autarquia responsável pelo transporte da cidade de Santo André e Metropolitanas da região do grande ABC, gerenciadas pela EMTU em pareceria com a operadora NEXT Mobilidade.